# Terminaster
Terminaster is een geslacht van uitgestorven zeesterren uit de familie Zoroasteridae.

## Soort
- † Terminaster cancriformis Quenstedt, 1876